# Parafia Podwyższenia Krzyża Pańskiego w Kożanach
Parafia Podwyższenia Krzyża Pańskiego – parafia prawosławna w Kożanach, w dekanacie Białystok należącym do diecezji białostocko-gdańskiej.
Na terenie parafii funkcjonuje 1 cerkiew i 3 kaplice:
- cerkiew Podwyższenia Krzyża Pańskiego w Kożanach – parafialna
- kaplica Kazańskiej Ikony Matki Bożej w Kożanach
- kaplica Kazańskiej Ikony Matki Bożej w Zajączkach – filialna, sanktuarium
- kaplica św. Jana Chrzciciela w Złotnikach – filialna

## Historia
Parafia powstała przed 1558. W XVII w. przyjęła postanowienia unii brzeskiej. Zlikwidowana w 1835 (wiernych przyłączono do parafii w Surażu i Rybołach). Reaktywacja kożańskiej parafii (jako prawosławnej) nastąpiła 29 kwietnia 1905. 
Świątynią parafialną jest drewniana cerkiew Podwyższenia Krzyża Pańskiego, wybudowana w latach 1883–1886. Kaplica św. Jana Chrzciciela w Złotnikach pochodzi z 1894.

## Miejscowości stanowiące parafię
Baranki, Bogdanki, Czerewki, Dorożki, Końcowizna, Kożany, Pańki, Suraż, Tryczówka, Zajączki, Zawyki, Złotniki.

## Wykaz proboszczów
- – ks. Mikołaj Wiesiołowski
- – ks. Mikołaj Lebiediew
- 1961–1971 – ks. Jan Sezonow
- 1971–1972 – ks. Grzegorz Ostaszewski
- 1972–1977 – ks. Anatol Siegień[3]
- – ks. Jerzy Osipowicz
- 1980–1989 – ks. Jan Troc
- 1989–2013 – ks. Jan Karpiuk
- 2013–2016 – ks. Roman Kiszycki
- od 2016 – ks. Jan Kojło[4]

## Galeria

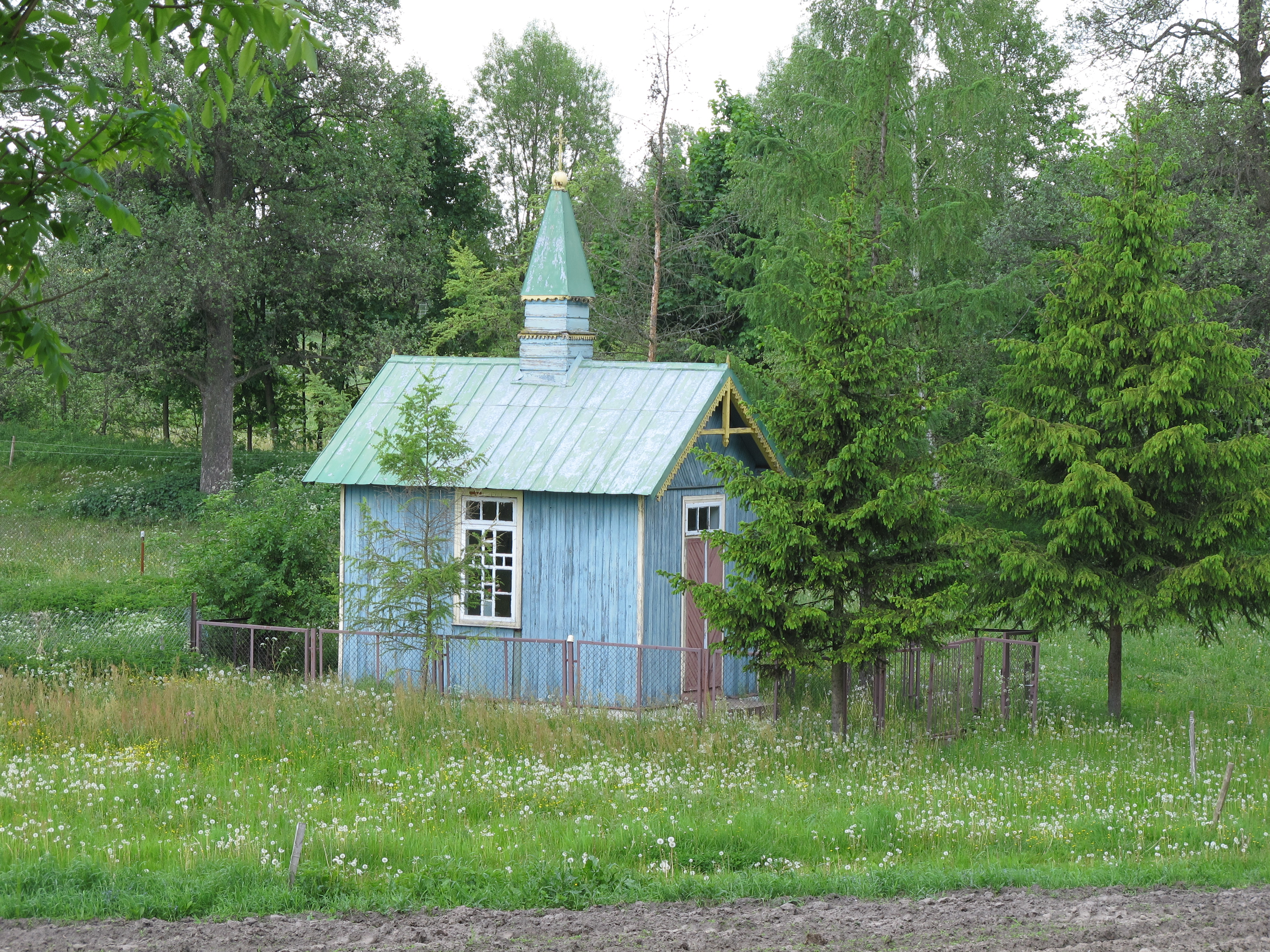
Kaplica Kazańskiej Ikony Matki Bożej w Kożanach
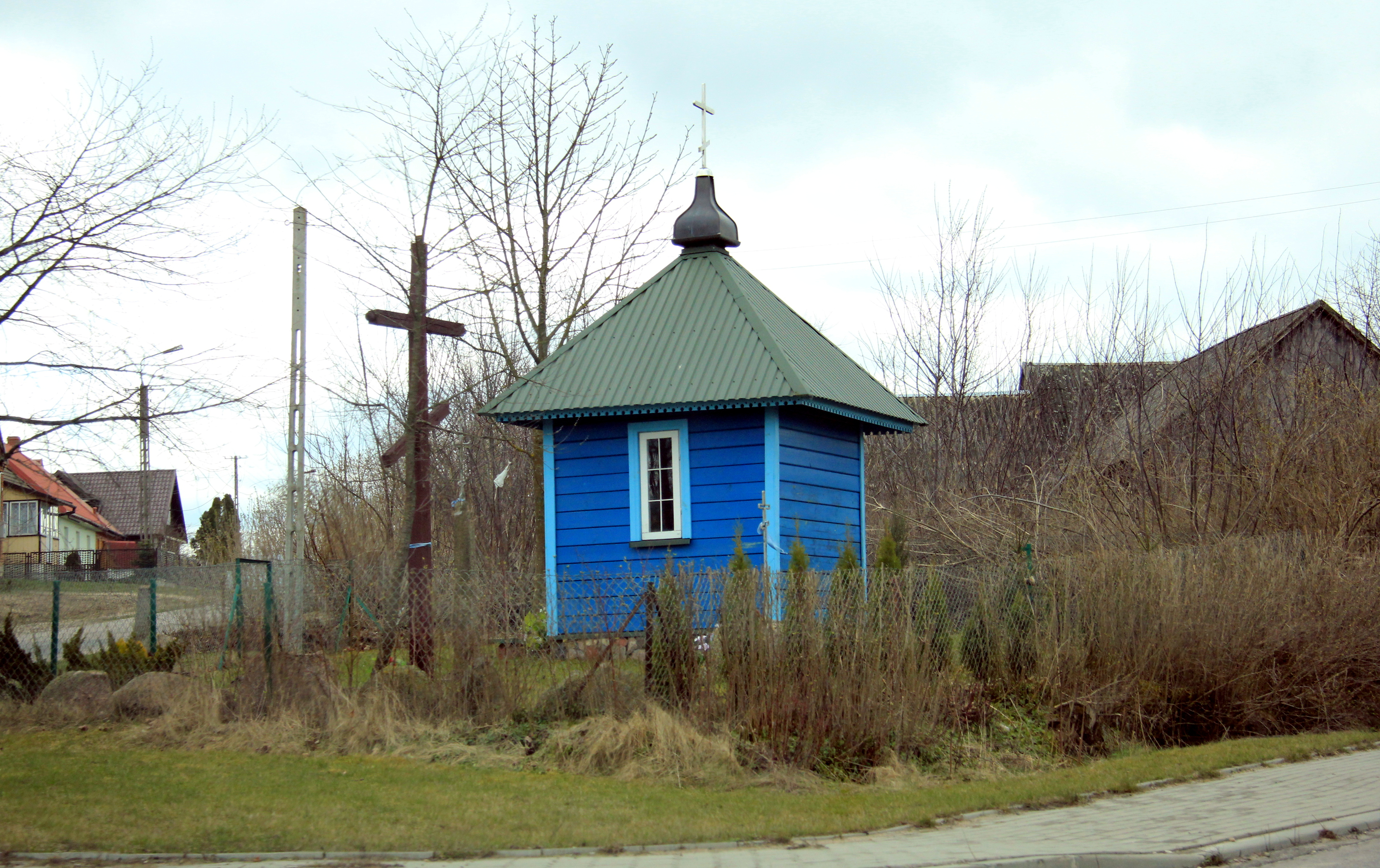
Kaplica św. Jana Chrzciciela w Złotnikach